# Pogonomyrmex huachucanus
Pogonomyrmex huachucanus är en myrart som beskrevs av Wheeler 1914. Pogonomyrmex huachucanus ingår i släktet Pogonomyrmex och familjen myror. Inga underarter finns listade i Catalogue of Life.

## Bildgalleri

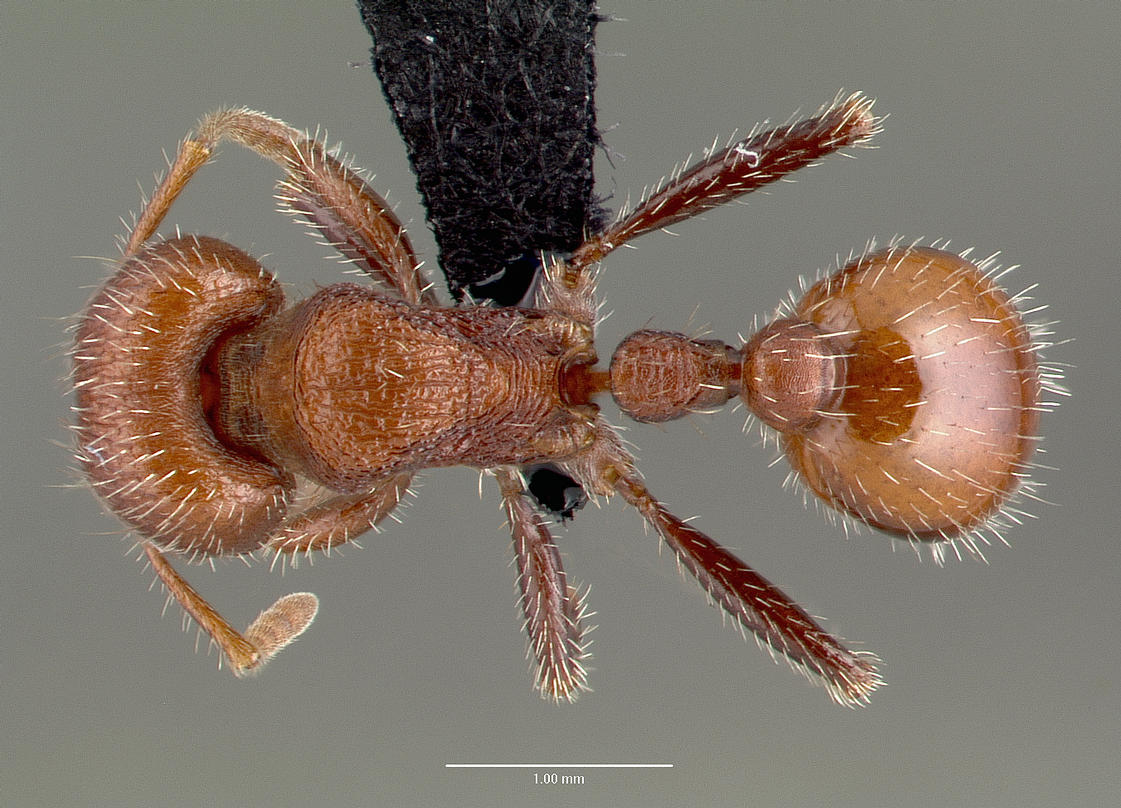
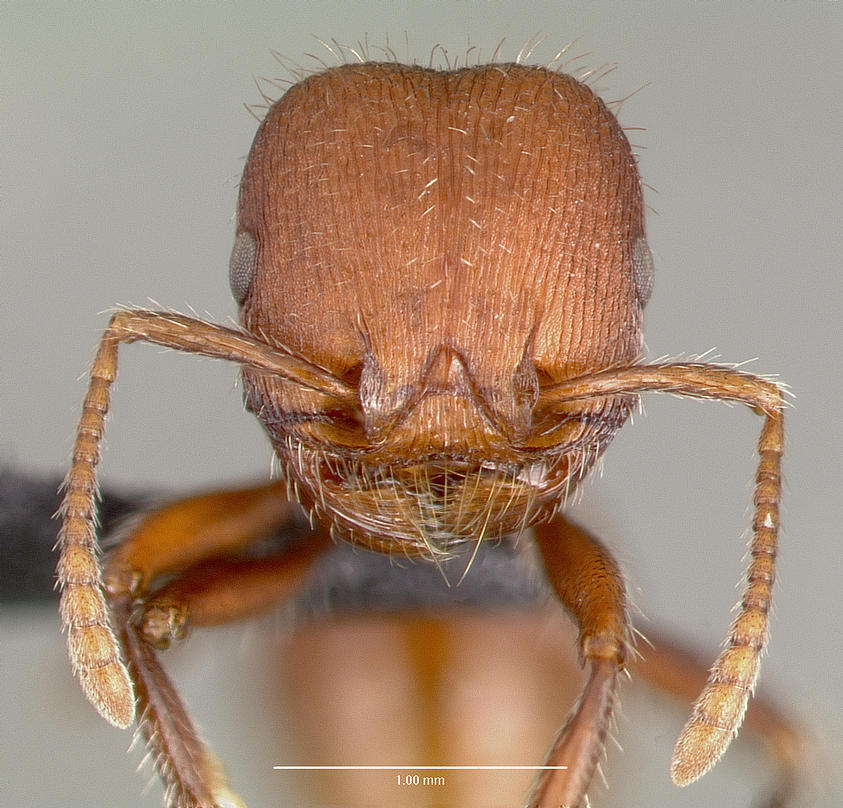
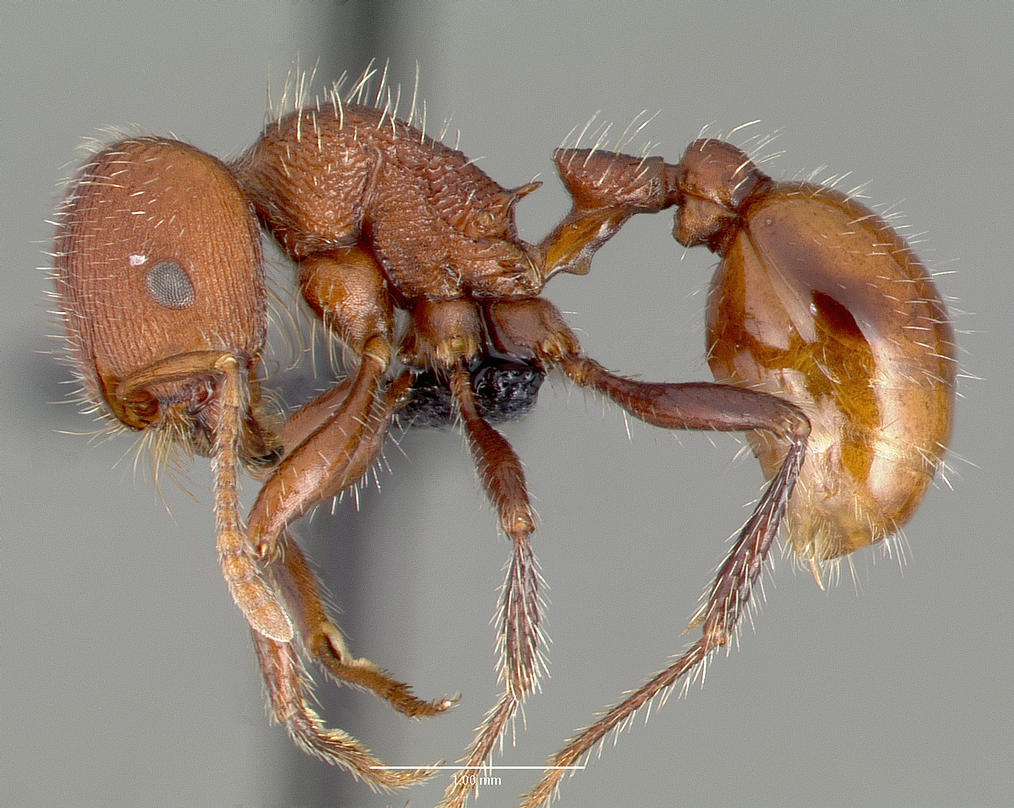
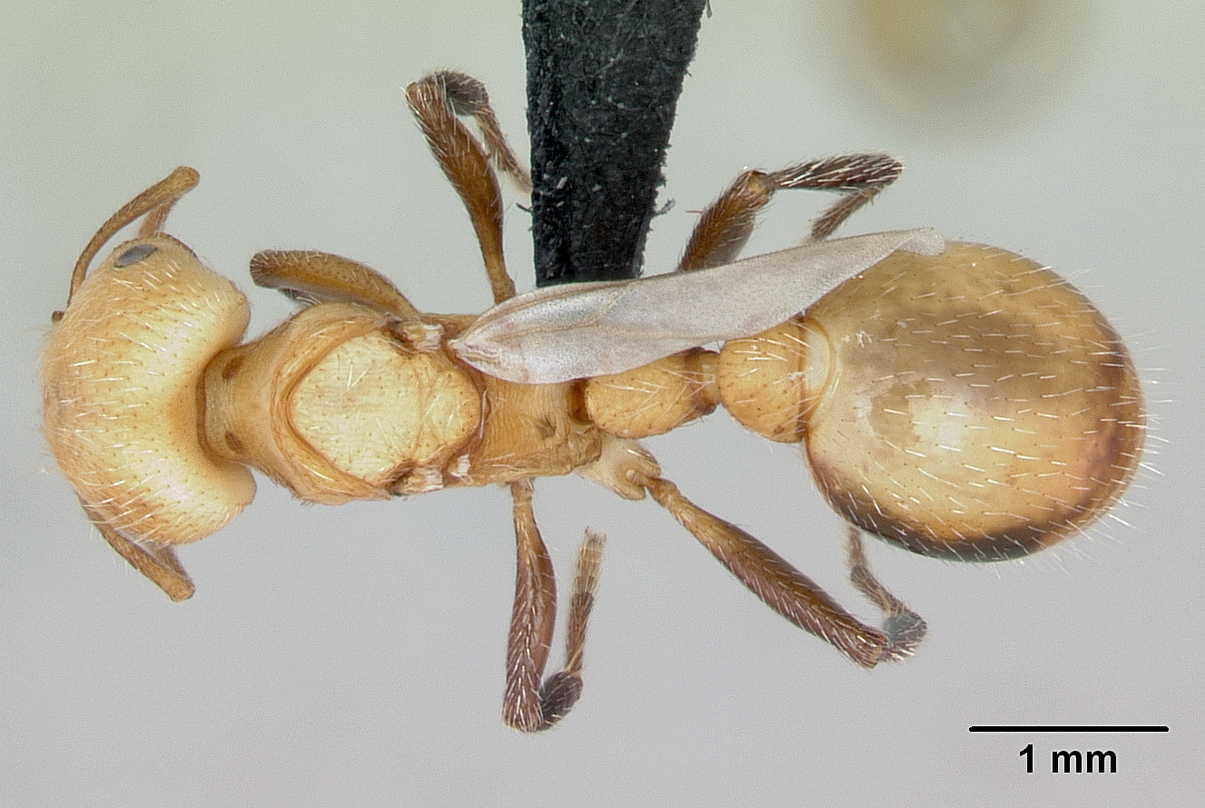
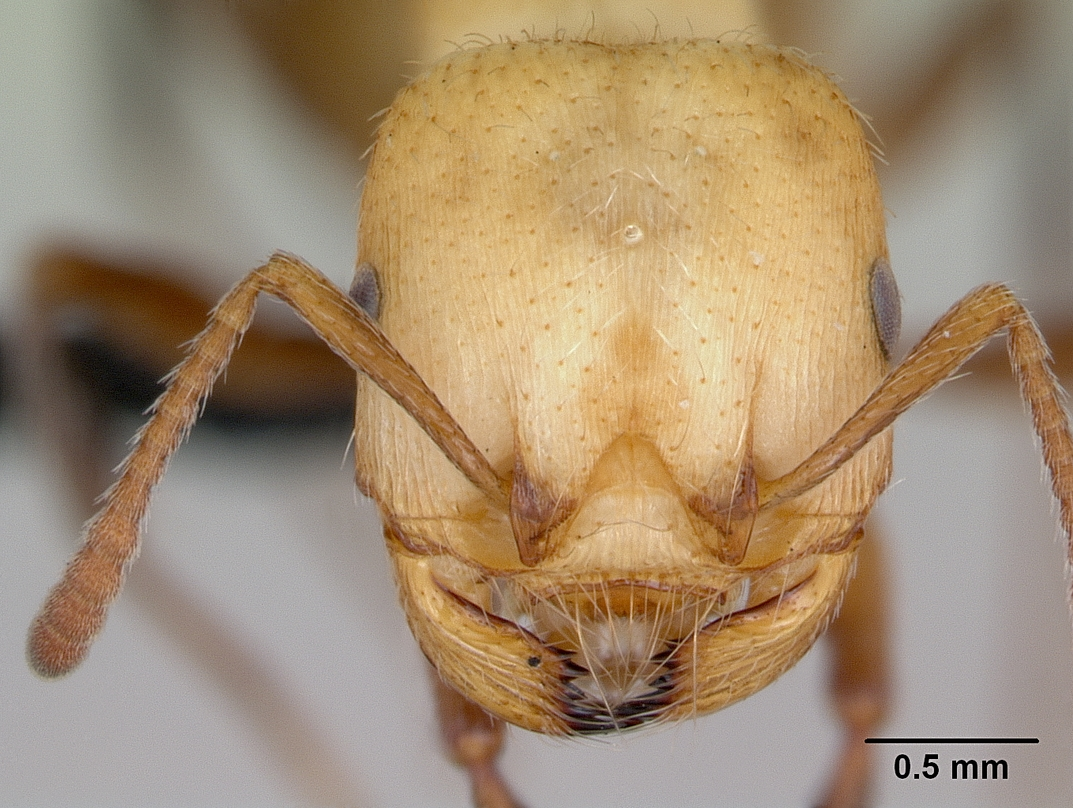
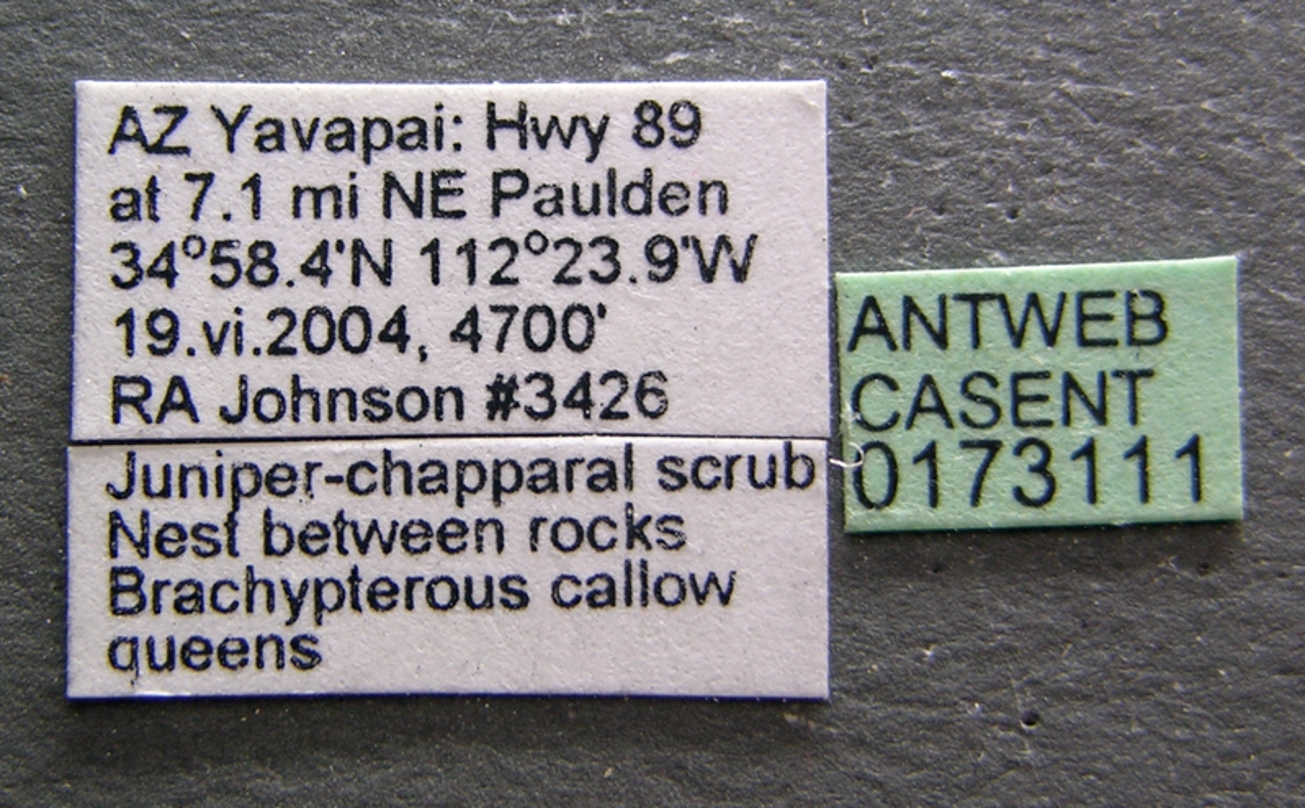